# Luke Stocker
Luke Stocker (Berea, 17 luglio 1988) è un giocatore di football americano statunitense che gioca nel ruolo di tight end per gli Atlanta Falcons della National Football League (NFL). Al college ha giocato a football a Tennessee.

## Carriera professionistica

### Tampa Bay Buccaneers
Stocker fu scelto dai Tampa Bay Buccaneers nel corso del quarto giro del Draft 2011. Il 28 luglio firmò un contratto quadriennale con la franchigia. Stocker soffrì un infortunio già nel suo primo giorno di allenamento, forzandolo a una pausa di due settimane per riprendersi da un problema all'anca. Il suo primo passaggio in carriera (da 17 yard) lo ricevette contro i Minnesota Vikings il 18 settembre 2011. Nella sua stagione da rookie, Luke disputò 14 partite, 9 delle quali come titolare, ricevendo 12 passaggi per un totale di 92 yard. Il primo touchdown su ricezione della carriera lo segnò nella settimana 3 della stagione 2012 contro i Dallas Cowboys. La sua seconda annata si concluse disputando tutte le 16 partite (11 come titolare) con 165 yard ricevute e un touchdown.
Nella stagione 2013, Stocker si infortunò dopo sole due partite concludendo l'annata senza alcuna ricezione. La stagione successiva, giocò 14 partite, completando solo 7 ricezioni ma distinguendosi come bloccatore anche in posizione di fullback.
Il 7 marzo 2015, Stocker firmò un rinnovo triennale con i Bucs per un totale di 4,8 milioni di dollari Il 28 novembre 2017 fu svincolato.

### Tennessee Titans
Il 4 dicembre 2017, Stocker firmò un contratto biennale con i Tennessee Titans.

### Atlanta Falcons
Il 14 marzo 2019 Stocker firmò un contratto biennale con gli Atlanta Falcons.

## Statistiche
| Partite totali         | 45  |
| Partite da titolare    | 29  |
| Ricezioni              | 35  |
| Yard su ricezione      | 298 |
| Touchdown su ricezione | 1   |

Statistiche aggiornate alla stagione 2014